# Cypřišek tupolistý

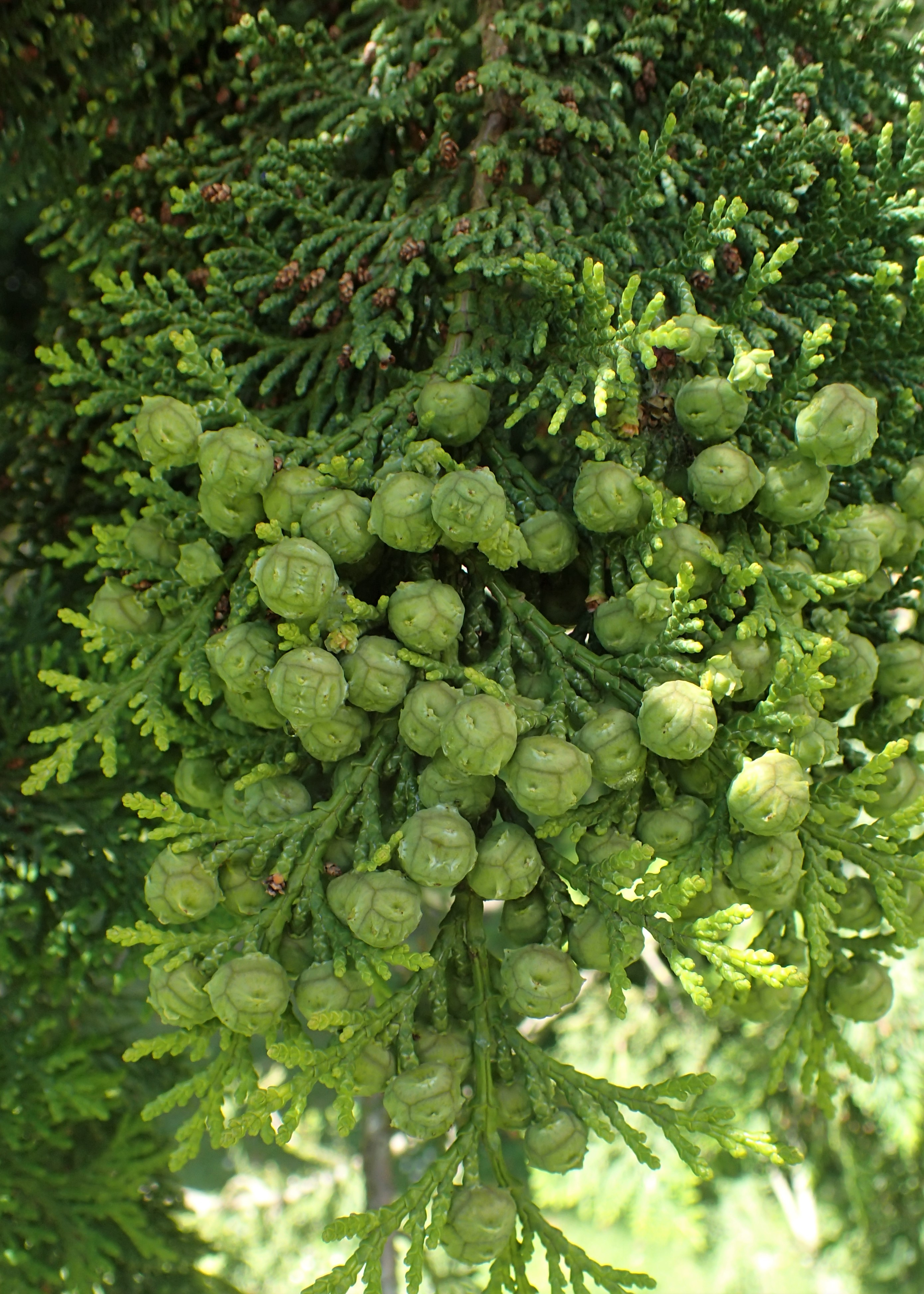
Nezralé plody - šišky

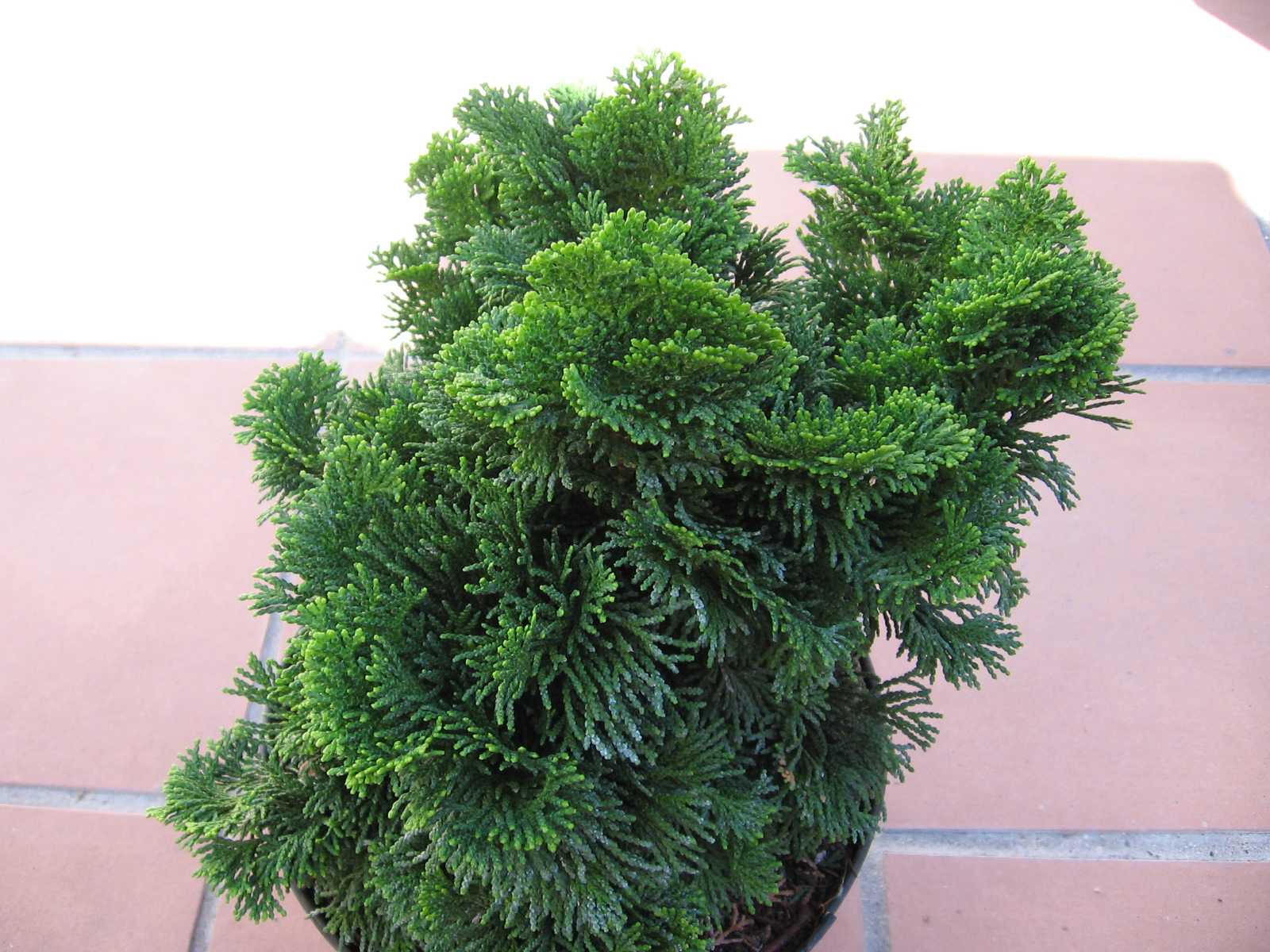
Odrůda 'Nana Gracilis'

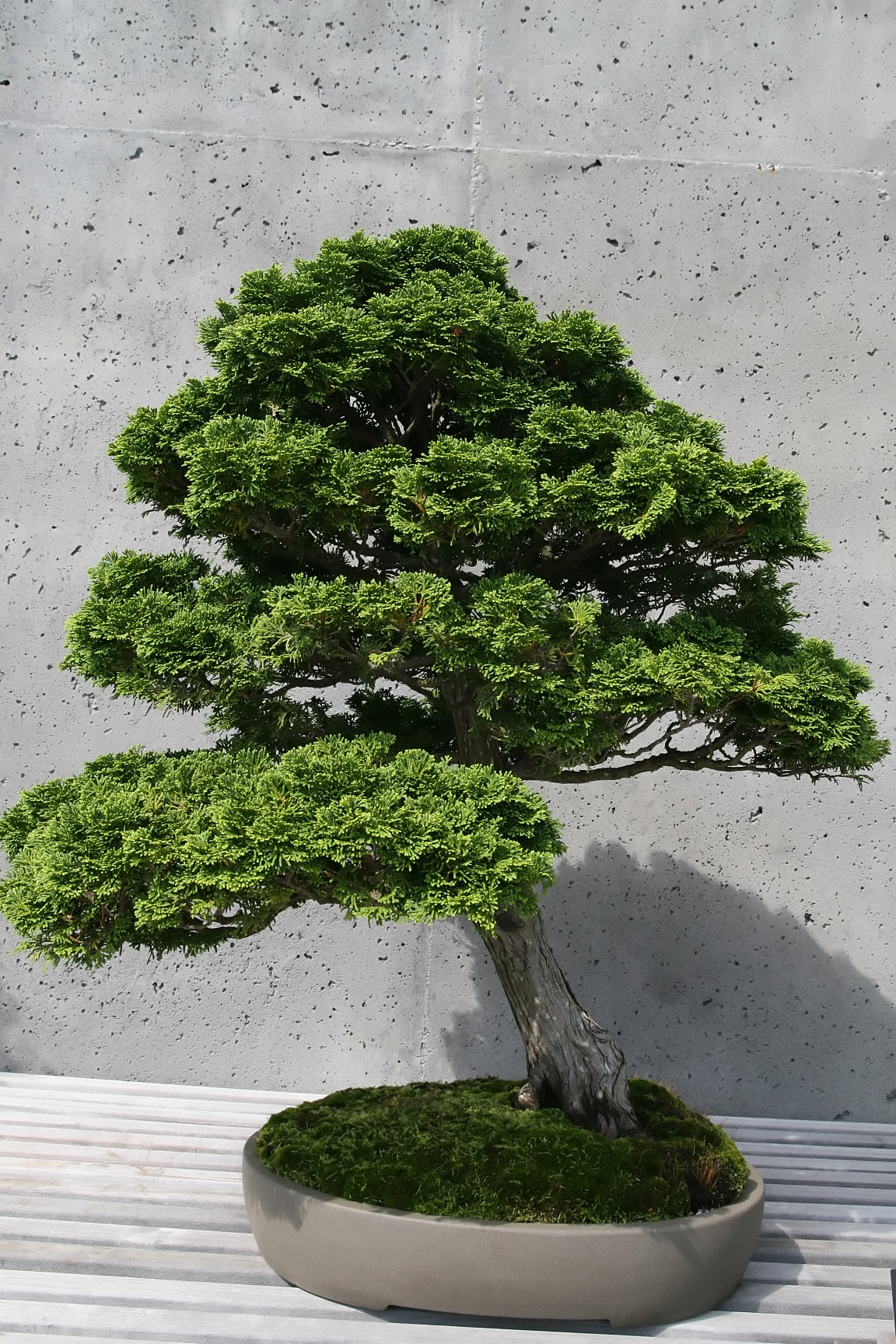
Bonsaj

Cypřišek tupolistý (Chamaecyparis obtusa) je stálezelený, jednodomý, jehličnatý, chladu odolný strom pocházející z východní Asie. Pro svůj vzhled, poměrně pomalý růst i nenáročnost na prostředí je ve své domovině a nově i v Evropě a Severní Americe hojně pěstován. V zemích svého původů bylo již v prvém tisíciletí n. l. dřevo z těchto stromů používáno pro svou kvalitu na stavbu šintoistických či buddhistických svatyní i šlechtických domů a z jeho zakrslých odrůd byly pěstované mnohasetleté bonsaje. Do Evropy byl tento druh jako okrasná dřevina zaveden až po roce 1860.

## Rozšíření
Dřevina pochází z východoasijských ostrovů, z japonských Honšú, Kjúšú, Šikoku a z nedalekého ostrova Tchaj-wanu, odkud byl cypřišek tupolistý brzy rozšířen na pevninskou Čínu. V současnosti je jako součást okrasných zahrad a parků pěstován v Evropě i Severní Americe.

## Ekologie
Nejlépe roste na chladnějších stanovištích, ne však v mrazových kotlinách. Spíš trpí v létě horkem a suchým vzduchem, než zimním chladem. Preferuje slunné místo, dobře se mu daří v lehkém polostínu na stanovišti s vyšší vzdušnou vlhkostí. Na kvalitu půdy není příliš náročný, vyhovuje mu průběžně vlhká, ale nezamokřená, mírně kyselá, hlinitě písčitá a humózní, neporoste však na silně zásadité. Spolehlivě snáší středoevropské zimy, v předjaří však mohou pestrolistým jedincům omrzat nejmladší větvičky, které však brzy regenerují.
Opylení těchto dřevin zajišťuje vítr přenosem pylu ze samčích šištic na samičí, k čemuž obvykle dochází v dubnu. Semena dozrávají, vypadávají ze šišek a jsou odvívána větrem v říjnu či listopadu. Jedná se o pomalu rostoucí druh tolerující znečištěné ovzduší.

## Popis
Stromy dorůstají v místech původu téměř do výše 40 m, mají až 3 m tlustý, dlouhý kmen s úzce kuželovitou korunou tvořenou vodorovnými a na koncích slabě převisajícími větvemi. Kůra je červenohnědá, hladká a odlupuje se v tenkých proužcích. Větvičky jsou zpravidla vodorovně postavené a rozložené v jedné rovině. Nejslabší větévky jsou nápadně zploštělé a na průřezu zaoblené. Postranní šupinovité, tupé jehlice rostou v křižmostojných párech střechovitě uspořádaných, jsou přitisknuté k větvičce a jsou dvakrát až třikrát delší než jehlice středové, které nemají žlázky a navzájem se nedotýkají. Na lícní straně jsou jehlice leskle zelené, na rubové mají výraznou bílou kresbu ve tvaru písmene "Y".
Cypřišek tupolistý je jednodomou dřevinou, každý jedinec má samčí i samičí šištice. Samčí šištice jsou elipsoidní, asi jen 3 mm velké, mají po deseti až dvanácti mikrosporofylech se žlutými mikrosporangii produkujícími pyl, po vyprášení pylu šištice opadají. Samičí šištice jsou kulovité, asi 10 mm velké a jsou tvořené osmi až deseti plodními šupinami zakončenými nevýrazným hrotem, každá z nich nese 2 až 5 vajíček. Po úspěšném přenosu pylu, v době dozrávání semen, šištice dřevnatí a dostávají barvu červenavě hnědou. Semena ve zralosti jsou hnědá, obvejčitá, zploštělá a bývají asi 3 mm velká, včetně dvou nahnědlých křídel.
Původní druh se rozmnožuje dobře klíčícími semeny, vyšlechtěné odrůdy řízkováním, vzácnější také roubováním. Používají se polovyzrálé bazální nebo osní řízky, roubovat lze i za kůru.

## Taxonomie
Během doby se vyvinuly se dvě variety, které se od sebe liší hlavně stanovišti na kterých rostou.
- Chamaecyparis obtusa var. 'obtusa' má koncové jehlicovité listy větviček ztlustlé a jejich vrcholy jsou tupé. Je endemická v Japonsku, kde roste na sušších stanovištích, nejčastěji na horských svazích ve smíšených lesích v nadmořské výšce od 100 do 2200 m n. m. Na ostrovech Honšú, Kjúšú i Šikoku se vyskytují již jen zbytky původních populací a je proto cypřišek tupolistý zařazen mezi téměř ohrožené druhy (NT). Ve státních lesích se již nesmí těžit, zalesňují se jím v minulosti vytvořené holiny.
- Chamaecyparis obtusa var. 'formosana' má koncové jehlicovité listy větviček tenké a jejich vrcholy jsou ostře zakončené. Je endemická na Tchaj-wanu, kde roste ve smíšených lesích v chladném mírném pásmu v nadmořské výšce od 1800 do 3000 m. Půdy jsou tam poměrně hluboké, hlinité či písčité a dobře odvodněné, klima chladné, velmi vlhké, jsou tam časté mlhy a velmi vysoké srážky překračující 4000 mm za rok.[5][4][7]

## Význam
Dřevo z cypřišku tupolistého je velmi kvalitní, má růžově hnědou barvu a citrónově voní. Má drobné zrno a je vysoce odolné vůči hnilobě. V minulosti z něho byly stavěny paláce bohatých lidí, chrámy, tradiční divadla i lázně, pro své aroma při hoření je součásti tradičního japonského kadidla k náboženským obřadům. Dřevo stromu se používalo také k rozdělání ohně prastarým třením (odtud jeho japonské pojmenování "Hinoki" - ohňový strom. V Japonsku je ze dřeva cypřišku tupolistého vystavěna pětipatrová pagoda Hórjúdži, nejstarší dochovaná dřevěná stavba světa, která má hlavní sloup ze dřeva stromu vytěženého již v roce 594 n. l. Chrám je zapsán na Seznamu světového dědictví UNESCO.
Druh patří v sadovnictví mezi nejrozšířenější cypřišky a byla vypěstována řada kultivarů s odlišným vzhledem i vlastnostmi. Vzrůstnější stromy vyniknou jako solitéry, nižší jedinci se hodí jako podrost k borovicím nebo do jehličnanových kompozic a skalek. Původní, asijské odrůdy se v Evropě již téměř nepěstují.
V českých zahradnictvích se objevují nejčastěji tyto odrůdy:
'Coraliformis' – ploše kulovitá, provázkovitě převisající odrůda, 2-3 m
'Crippsii' – zlatožluté zbarvení jehlic, široce kuželovitý vzrůst, 5-7 m
'Filicoides' – větvičky připomínají listy kapradin, 3-5 m
'Gracilis' – široce kuželovitý a zakrsle rostoucí typ s jemně převisavým habitem, 3 m
'Kosteri' – široce kuželovitý a zakrslý, lehce zprohýbané větvičky, 2 m
'Lycopodioides' – ploše kulovitý, řídce větvený, větvičky připomínají plavuň, 2-3 m
'Nana' – zakrslý, kompaktní plochý keřík, 0,5 m
'Nana Gracilis' – kornoutkovitě zprohýbané větvičky, široce kuželovitý, 3 m
'Nana Gracilis Aurea' – roste jako výše, jen pomaleji a má nazlátlé jehlice
'Spiralis' – zakrslý typ, řídce větvený, větvičky se spirálovitě stáčí, 2 m.